# Хватов, Борис Павлович
Борис Павлович Хватов (3 апреля 1902, Каменское, Екатеринославская губерния — 1975) — советский украинский учёный-медик, гистолог; доктор медицинских наук, профессор.
Автор около 250 научных работ, в том числе монографий, «отец» метода экстракорпорального оплодотворения. Основатель Крымской научной школы гистологов и эмбриологов.

## Биография
Родился 3 апреля 1902 года в селе Каменском Российской империи, позже — город Днепродзержинск, ныне — город Каменское Днепропетровской области Украины.
Окончив в 1920 году гимназию, поступил на медицинский факультет Екатеринославского университета (ныне Днепровский национальный университет имени Олеся Гончара). По окончании университета, прошел в нём путь штатного препаратора кафедры гистологии и эмбриологии под руководством профессора В. П. Карпова, ассистента, старшего научного сотрудника и профессора.
В 1930 году Хватов переехал в Саратов, а в 1931 году — в Москву, где сначала работал ассистентом кафедры гистологии и эмбриологии II Московского медицинского института (ныне Российский национальный исследовательский медицинский университет имени Н. И. Пирогова), затем старшим научным сотрудником гистологом Всесоюзного института животноводства, где в 1935 году получил должность ученого специалиста (в этом же году без защиты диссертации был утвержден в ученой степени кандидата медицинских и биологических
наук) и стал заместителем директора эндокринологической лаборатории института, а с 1938 года — должность профессора. Докторскую диссертацию на тему «О строении и функциональных изменениях яичников домашних животных и человека» защитил в 1938 году во Втором Московском медицинском институте.
В 1940 году профессор Б. П. Хватов переехал в Симферополь и работал до конца жизни в Крымском медицинском институте (ныне Медицинская академия имени С. И. Георгиевского): в 1940—1972 годах — заведующий кафедрой гистологии, в 1972—1975 годах — профессор кафедры. Также преподавал в Симферопольском государственном университете.
Борис Павлович стал основателем основатель (совместно с В. В. Бобиным) Крымского отделения Всесоюзного научного общества анатомов, гистологов и эмбриологов.
Умер в 1975 году в Симферополе. Его жена — Вера Петровна Хватова — также была учёным-медиком.
Был награждён орденом Трудового Красного Знамени и медалями.